# Les Œufs de l'autruche
Pour le film, voir Les Œufs de l'autruche (film).
Les Œufs de l'autruche est une pièce de théâtre d'André Roussin écrite en 1948.

## Argument
La pièce est en deux actes, le premier se passant un après-midi, le second acte se déroulant le lendemain matin.
Hippolyte Barjus, un commerçant conformiste, colérique mais velléitaire, vit un après-midi où il est obligé de prendre acte de plusieurs éléments qu'il se refusait à voir : son fils aîné, Charles, dit Lolo, jeune créateur de mode surdoué, est homosexuel ; le cadet, Roger, artiste et mécanicien, se fait entretenir par une comtesse polonaise. Quant à sa femme Thérèse, exaspérée par le tempérament de son époux, elle lui révèle qu'elle en aime un autre depuis dix ans, et qu'elle n'est restée que pour les enfants. Sous l'œil placide de sa belle-mère Mme Grombert, Hippolyte tempête, menace, hurle, pour finir par accepter ses enfants comme ils sont.
Au fil du temps et des adaptations, certains points de l'intrigue et du texte ont connu des variations. Ainsi, dans la version filmée de 1957, la comtesse polonaise est devenue japonaise.

## Création,1948
Les Œufs de l'autruche ont été représentés pour la première fois au théâtre de la Michodière (Paris) le 22 novembre 1948.
La distribution était :
- Hippolyte Barjus : Pierre Fresnay
- Thérese Barjus : Marguerite Cavadaski
- Mme Grombert : Germaine de France
- Roger Barjus : Thierry Clément
- Henri : Jean-Henri Chambois
- Léonie : Germaine Lançay

La mise en scène était de Pierre Fresnay, les décors de Deshays sur une maquette de Génisset.
La pièce est reprise du 10 mars au 27 juillet 1955 dans le même théâtre et avec la même distribution.

## Théâtre de la Madeleine,1964
- Mise en scène : André Roussin
- Décors : Jean-Pierre Genisset

Distribution :
- Hippolyte Barjus : André Roussin
- Thérese Barjus : Simone Renant
- Mme Grombert : Germaine de France
- Roger Barjus : Jean Gabriel
- Henri : Jean Berger
- Léonie : Madeleine Suffel

## Théâtre des Variétés,1972
Première représentation le 16 juin 1972 au Théâtre des Variétés.
- Mise en scène : Jacques Échantillon
- Scénographie : Louis Thierry

Distribution :
- Hippolyte Barjus : Jean Davy
- Thérese Barjus : Françoise Delille
- Mme Grombert : Vivette Galy
- Roger Barjus : Hubert Godon
- Henri : Jacques Torrens
- Léonie : Jane Val

## Théâtre de la Madeleine,1984
- Mise en scène : Michel Bertay
- Décors : Bernard Evein
- Costumes : Bernard Evein

Distribution :
- Hippolyte Barjus : Jean Desailly
- Thérese Barjus : Simone Valère
- Mme Grombert : Madeleine Cheminat
- Roger Barjus : Éric Dufay
- Henri : Gabriel Cattand
- Léonie : Annette Poivre

## Théâtre des Variétés,1997
Du 15 avril au 28 juin 1997 au Théâtre des Variétés.
- Adaptation : Jean-Marie Roussin
- Mise en scène : Stéphane Hillel
- Décors : Pace[Lequel ?]
- Costumes : Bruno Davanzo
- Lumières : Pierre Bourdieu

Distribution :
- Charles Barjus : Gérard Hernandez
- Elisabeth : Yolande Folliot
- Mme Grombert : Yvonne Clech
- Sébastien et Laurent dit Lolo : Loïc Corbery
- Claude Chambois : Claude Petit[Lequel ?]
- Maria Paranes : Colette Maire

## Adaptations
La pièce a été adaptée au cinéma en 1957 par Denys de La Patellière, avec encore Pierre Fresnay dans le rôle principal, voir Les Œufs de l'autruche (film, 1957).
Une version pour la télévision a été tournée dans le cadre de l'émission Au théâtre ce soir : elle a été diffusée pour la première fois le 18 septembre 1972 sur la deuxième chaîne de l'ORTF.

### Fiche technique
- Auteur : André Roussin
- Mise en Scène : André Roussin
- Réalisation : Pierre Sabbagh
- Décors : Roger Harth
- Costumes : Donald Cardwell
- Direction de la scène : Edward Sanderson
- Directeur de la photographie : Lucien Billard
- Script : Yvette Boussard
- Script assistant : Guy Mauplot
- Date et lieu d'enregistrement : 8 avril 1972 au théâtre Marigny

## Distribution
- André Roussin : Hippolyte Barjus
- Max Amyl : Henri
- Simone Renant : Thérèse Barjus
- Germaine de France : Madame Gombert
- Christian Parisy : Roger Barjus
- Anne Roudier : Léonie